# Vittorio Carlevaro
Vittorio Carlevaro (Ovada, 1882 - Buenos Aires, 1905) va ser un ciclista italià i aviador que es va especialitzar en el ciclisme en pista. Sempre competint com amateur, va guanyar una medalla de plata al Campionat del món de mig fons de 1903, per darrere del suís Edmond Audemars. Va morir d'un accident mentre participava en una exhibició aèria.